# Richard Hübers
Richard Hübers (10 febbraio 1993) è uno schermidore tedesco.

## Palmarès
- Europei

Strasburgo 2014: bronzo nella sciabola a squadre.
Montreux 2015: oro nella sciabola a squadre.
Novi Sad 2018: oro nella sciabola a squadre
- Giochi europei

Baku 2015: bronzo nella sciabola a squadre.